# 刘志刚 (1955年)
刘志刚（1955年7月—），河北易县人，中国人民解放军中将。
1975年6月入党，1972年12月参加工作。2003年1月任原中央军委副主席郭伯雄办公室秘书。2004年11月任第38集团军参谋长。2007年3月任北京军区副参谋长。2010年2月任内蒙古军区司令员。2012年12月任北京军区副司令员。2014年12月任济南军区副司令员。2017年6月，任中国人民解放军军事科学院副院长。
2006年授中国人民解放军少将军衔，2014年授中国人民解放军中将军衔。